# Ahmed Mehideb
Ahmed Mehideb (in arabo أحمد مهيدب‎?; El Milia, 18 gennaio 1995) è un atleta paralimpico algerino classificato F32 e specializzato nel getto del peso e nel lancio della clava.

## Biografia
Inizia a praticare l'atletica leggera nel 2016 e veste per la prima volta la maglia della nazionale algerina ai campionati mondiali paralimpici di Dubai 2019, dove si classifica sesto nel getto del peso F32 e settimo nel lancio della clava F32. Nel 2021 prende parte ai Giochi paralimpici di Tokyo, classificandosi settimo nel getto del peso F32 e ottavo nel lancio della clava F32.
Nel 2023 conquista la medaglia di bronzo ai campionati mondiali paralimpici di Parigi 2023. Nel 2024, dopo aver portato a 41,64 m il record africano del lancio della clava F32, si classifica quarto nel getto del peso F32 ai campionati mondiali paralimpici di Kobe, dove conquista anche la medaglia d'oro nel lancio della clava F32. Sempre nello stesso anno conquista la medaglia di bronzo alle Paralimpiadi di Parigi nel lancio della clava.

## Record nazionali
- Lancio della clava F32: 41,64 m  ( Khawr Fakkān, 8 febbraio 2024)

## Progressione
Statistiche ricavate da paralympic.org/athletics/rankings (al 24 agosto 2024).

### Getto del peso F32
| Stagione | Misura | Luogo     | Data      | Rank. Mond. |
| -------- | ------ | --------- | --------- | ----------- |
| 2024     | 9,00 m | Orano     | 1-7-2024  | 9º          |
| 2023     | 8,09 m | Tunisia   | 7-2-2023  | 14º         |
| 2022     | 8,57 m | Tunisi    | 27-6-2022 | 9º          |
| 2021     | 9,51 m | Tokyo     | 31-8-2021 | 7º          |
| 2020     | 9,56 m | Marrakech | 29-2-2020 | 3º          |
| 2019     | 9,01 m | Tunisi    | 30-6-2019 | 8º          |

### Lancio del disco F32
| Stagione | Misura  | Luogo  | Data      | Rank. Mond. |
| -------- | ------- | ------ | --------- | ----------- |
| 2024     | 19,55 m | Orano  | 1-7-2024  | 1º          |
| 2019     | 17,96 m | Tunisi | 29-6-2019 | 4º          |

### Lancio della clava F32
| Stagione | Misura  | Luogo        | Data      | Rank. Mond. |
| -------- | ------- | ------------ | --------- | ----------- |
| 2024     | 41,46 m | Khawr Fakkān | 8-2-2024  | 1º          |
| 2023     | 27,50 m | Parigi       | 10-7-2023 | 6º          |
| 2022     | 29,45 m | Tunisi       | 28-6-2022 | 12º         |
| 2021     | 31,34 m | Tokyo        | 28-8-2021 | 9º          |
| 2020     | 26,13 m | Marrakech    | 27-2-2020 | 9º          |
| 2019     | 29,79 m | Tunisi       | 28-6-2019 | 12º         |

## Palmarès
| Anno | Manifestazione                  | Sede   | Evento                 | Risultato | Prestazione | Note                                     |
| ---- | ------------------------------- | ------ | ---------------------- | --------- | ----------- | ---------------------------------------- |
| 2019 | Campionati mondiali paralimpici | Dubai  | Getto del peso F32     | 6º        | 8,46 m      |                                          |
| 2019 | Campionati mondiali paralimpici | Dubai  | Lancio della clava F32 | 7º        | 28,34 m     |                                          |
| 2021 | Giochi paralimpici              | Tokyo  | Getto del peso F32     | 7º        | 9,51 m      | Miglior prestazione personale stagionale |
| 2021 | Giochi paralimpici              | Tokyo  | Lancio della clava F32 | 8º        | 31,34 m     |                                          |
| 2023 | Campionati mondiali paralimpici | Parigi | Lancio della clava F32 | Bronzo    | 37,50 m     | Miglior prestazione personale stagionale |
| 2024 | Campionati mondiali paralimpici | Kōbe   | Getto del peso F32     | 4º        | 7,69 m      |                                          |
| 2024 | Campionati mondiali paralimpici | Kōbe   | Lancio della clava F32 | Oro       | 37,61 m     |                                          |
| 2024 | Giochi paralimpici              | Parigi | Lancio della clava F32 | Bronzo    | 38,61 m     |                                          |